# Aeroportul Toksook Bay
Aeroportul Toksook Bay (IATA: OOK, ICAO: PAOO, FAA LID: OOK) este un aeroport din Alaska, Statele Unite ale Americii ce deservește zona Toksook Bay⁠(d). Aeroportul a fost tranzitat în 2019 de 9.340 de pasageri. A fost numit după zona deservită.
Situat la o altitudine de 18 m, aeroportul dispune de 1 pistă. Este operat de Alaska Department of Transportation & Public Facilities⁠(d).

## Infrastructură

### Piste
Aeroportul dispune de o singură pistă. Pista 16/34 are suprafața de pietriș și dimensiunile 3.218 picioare × 60 picioare. 